# Kisberzseny
Kisberzseny è un comune dell'Ungheria di 99 abitanti (dati 2001). È situato nella contea di Veszprém.